# Comité d'organisation de la coupe d'Afrique des nations de football 2023
Le Comité d'organisation de la coupe d'Afrique des nations de football 2023 (Cocan 2023) est l'instance chargée d'organiser la Coupe d'Afrique des nations de football 2023 en Côte d'Ivoire. Il a été créé le 7 juin 2018 par décret, à la demande de la Fédération ivoirienne de football (Fif) et du ministère ivoirien des Sports et du Cadre de vie. Le président de ce Comité est François Amichia,.

## Création et rôle
Le Cocan a été créé officiellement en 2017 par un premier décret à la suite de l'annonce de l'attribution de l'organisation de la Coupe d'Afrique des nations de football 2021 à la Côte d'Ivoire. Cependant, après le retrait de l'organisation au Cameroun pour l'édition 2019, la Confédération africaine de football (Caf) opère un décalage de ces compétitions. Le Cameroun accueillerait alors la compétition en 2021et la Côte d'Ivoire en 2023. La Côte d'Ivoire accepte finalement ce changement. La compétition démarrera en janvier 2024, en raison des conditions climatiques ivoiriennes à cette période de l'année,.
Le Cocan est chargé de mettre en place toute l'organisation de la compétition, conformément aux exigences de la Caf. Il est soumis aux statuts et règlements de la Confédération africaine de football (Caf), au contrat liant la Caf à la Fif et au cahier de charges édicté par la Caf,.
Le 11 novembre 2022, à Abidjan, il a été signé l’accord d’accueil et l’accord de confirmation entre la Caf et le Cocan, donnant l'autorisation à ce Comité d'organiser la 34e édition de la Coupe d’Afrique des nations de football,. Le 10 août 2022, un nouveau décret portant organisation et fonctionnement du Cocan est adopté.

## Actions et interventions

### Programme des bénévoles de la Can 2023
Le Comité d'organisation de la Coupe d'Afrique des nations de football 2023 lance, en juillet 2023, le recrutement de 10 000 bénévoles pour la Can repartis sur les cinq (5) villes qui vont accueillir les rencontres. Ce programme de recrutement, élaboré en collaboration avec le ministère de la Promotion de la jeunesse, de l’Insertion professionnelle et du Service civique, vise à engager 10 000 jeunes résidant sur le territoire ivoirien.

### Billetterie
Pour la Coupe d'Afrique des nations (Can) 2023 en terre ivoirienne, les organisateurs du tournoi ont opté pour une billetterie hybride, mixte (numérique et physique), une première dans l'histoire de la Can.   
La billetterie en ligne est une innovation lors de la Can 2023. Le Cocan a ouvert officiellement une billetterie en ligne le 11 novembre 2023 pour la vente des tickets des matchs de la 34e édition de la coupe d'Afrique des nations de football 2023.  
En plus de la billetterie en ligne, la vente physique de tickets a été adoptée. Pour sa phase pilote, la billetterie physique a ouvert 13 points de vente.   
Face aux difficultés rencontrées par la billetterie en ligne, la Caf et le Cocan ont accru le nombre de points de ventes physiques de billets. Au total, 51 points de ventes physiques ont été ouverts sur l'ensemble du territoire national ivoirien.   

## Évènements festifs autour de la CAN 2023
En simultané avec la période des matchs de la Coupe d'Afrique des nations 2023, une série d'événements enrichiront l'expérience des spectateurs et célébreront la diversité culturelle de la Côte d'Ivoire. Ces festivités, parallèles aux rencontres sportives, concourent à faire de la Can 2023 un moment mémorable.

### Fanzones

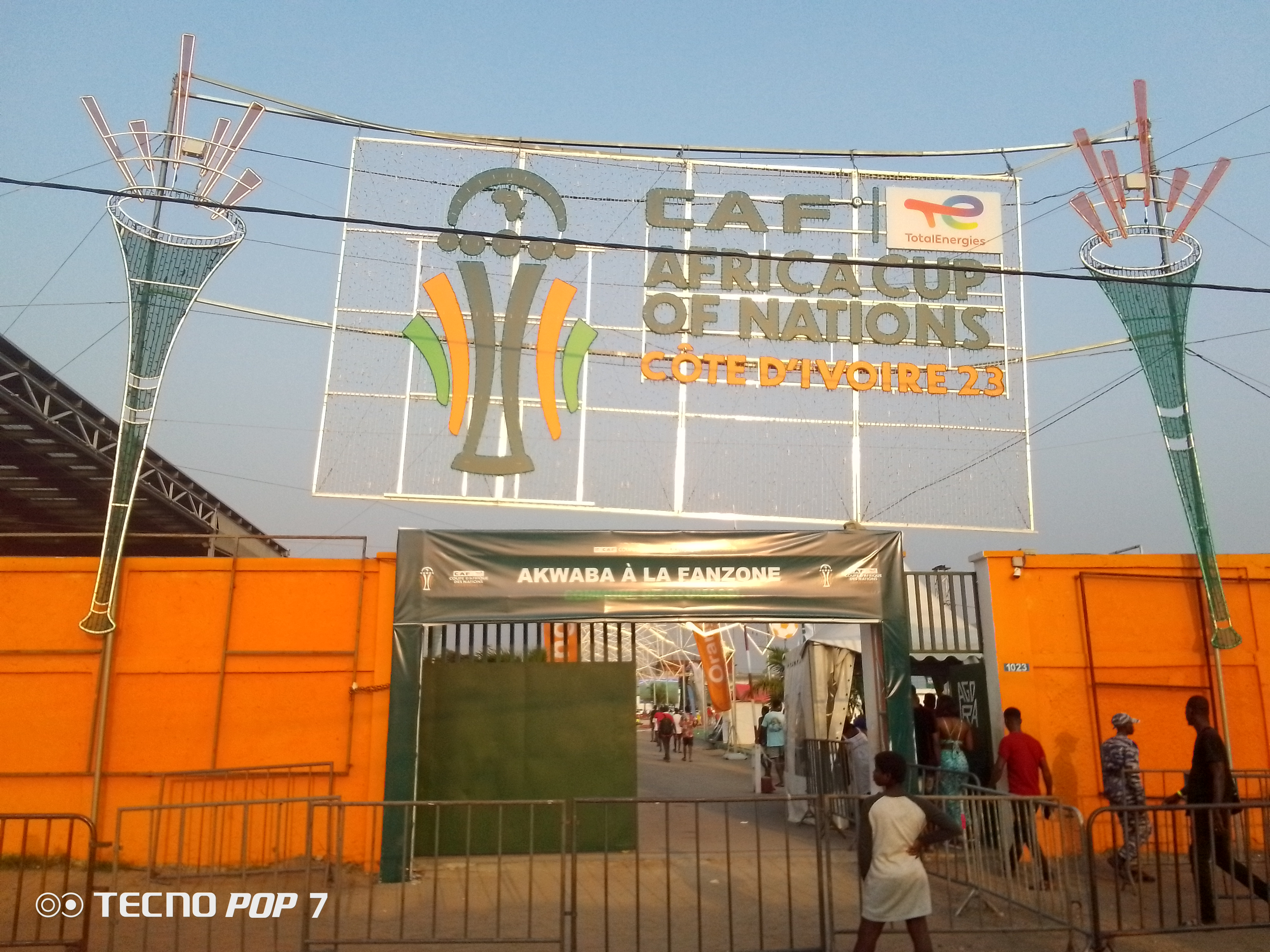
Fan zone AGORA KOUMASSI 01

La fanzone est un espace aménagé par le Cocan pour la retransmission des matchs de la Can 2023, en Côte d'Ivoire. On rencontre les fanzones dans les cinq localités abritant la compétition. Il en existe six (6) sur toute l'étendue du territoire ivoirien : deux (2) à Abidjan, une (1) à Bouaké, une (1) à Yamoussoukro, une (1) à San Pedro et une à Korhogo.     
L'accès aux fanzones est gratuit. Les amoureux du ballon rond s'y rendent pour vivre la Can 2023.

### Festivals Culturels

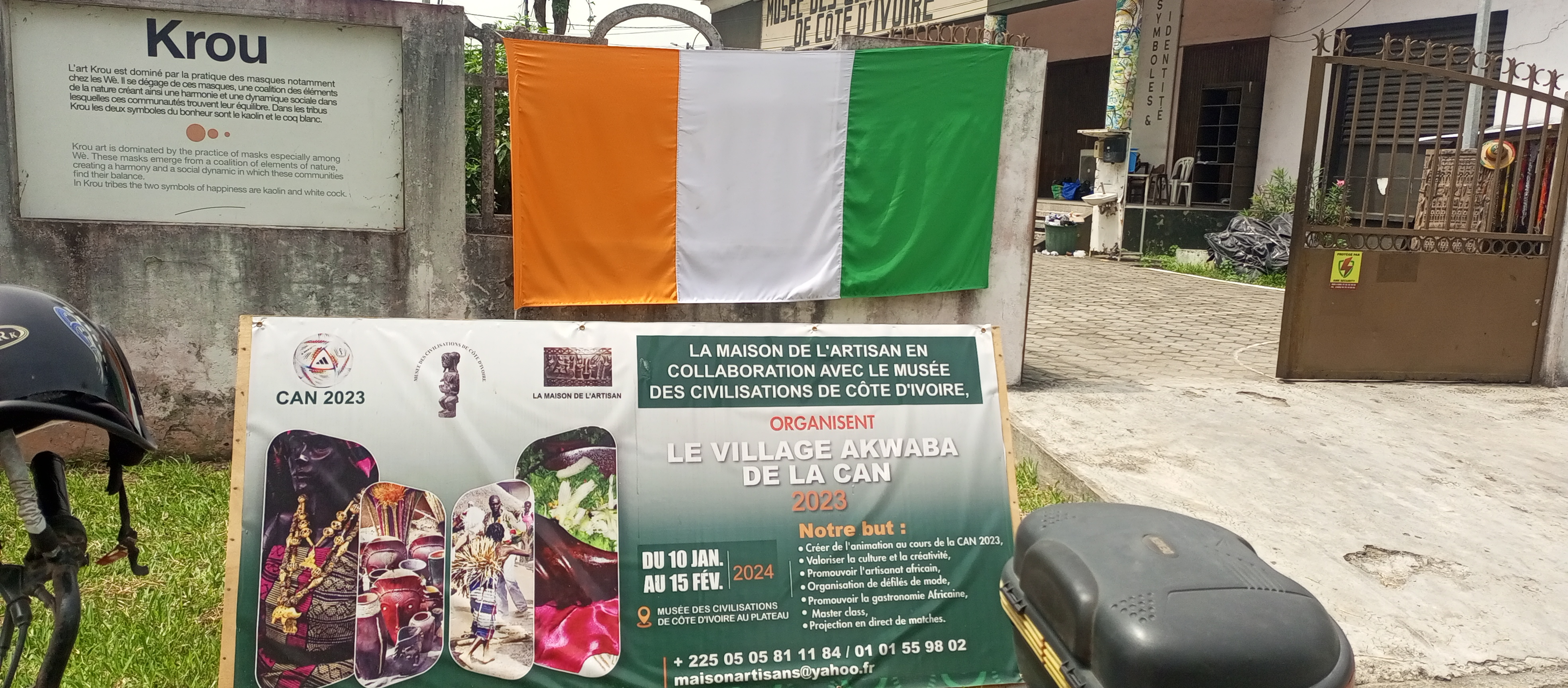
Village CAN du Musée d'Abidjan 02

En marge des rencontres sportives, un festival mettant en lumière la musique, la danse, l'art et la cuisine ivoiriens prendra place. Notamment, un festival culturel et des arts dans la commune d'Abobo, dont  l'édition 2023,est dédiée aux couleurs de la CAN en Côte d’Ivoire.
Au-delà d'une simple célébration de la gastronomie locale, un festival des Grillades jouant un rôle important dans la promotion culturelle, contribuera également à la beauté de la fête sportives.
L'humour ne serait pas en reste avec la prestation d’un ensemble talentueux d'humoristes et de comédiens originaires de divers pays, promettant de faire découvrir leur art et d’offrir des moments de pur divertissement.
Un événement au travers de spectacles aquatiques mêlant les effets d'eau et de lumières, en synchronisation ou non avec la musique sera présenté à la population tout au long de la Coupe d'Afrique des Nations (CAN) à Abidjan.
Ces différentes initiatives offrent aux visiteurs l'opportunité d'explorer la diversité culturelle du pays à travers des performances artistiques, des expositions mettant en avant le talent des artisans locaux, et des dégustations de plats traditionnels.

### Tournois de Football Locaux
Avant le coup d'envoi de la CAN, une compétition locale de football a été organisée à Adjamé, rassemblant des équipes locales et des formations de jeunes. Lancé par une OING le jeudi 14 septembre 2023, le tournoi de la concorde intitulé "CAN des quartiers" dans la commune d'Adjamé, vise à renforcer l'unité nationale. Ces initiatives favorisent la participation communautaire tout en mettant en avant les talents émergents du pays.

### Initiatives Communautaires
La CAN 2023 sera l'occasion de lancer des projets de développement social, tels que la rénovation d'infrastructures locales, La dépollution et la salubrité des rues, la sensibilisation aux enjeux sociaux et des programmes éducatifs. Ces initiatives visent à laisser un impact durable dans les communautés hôtes,.
Les événements parallèles de la CAN 2023 créent une toile de fond diversifiée et vibrante pour le tournoi, renforçant l'engagement des communautés locales et offrant aux visiteurs une immersion complète dans la culture ivoirienne. Ces célébrations supplémentaires contribuent à faire de la CAN 2023 bien plus qu'un simple tournoi de football, mais une  fête de l'unité africaine.

## Fonctionnement

### Organigramme
Le COCAN 2023 est composé d'un président, un vice-président, neuf présidents de commissions techniques et deux présidents de commissions ad hoc. Il dispose d'une direction exécutive et d'une direction administrative et financière. Le COCAN 2023 est placé sous la tutelle du premier ministre ivoirien. Le président du COCAN est François Amichia, nommé par un décret présidentiel,. Il remplace Lambert Feh Kessé.

### Bureau
Le bureau du comité d'organisation de coupe d'Afrique des nations de football 2023 (COCAN 2023) se compose de quatre membres,:
| Image | Fonction            | Nom                                                   |
| ----- | ------------------- | ----------------------------------------------------- |
|       | Président           | François Amichia                                      |
|       | Vice-président      | Yacine Idriss Diallo                                  |
|       | 2ème vice-président | Sekongo Daouda (représentant du ministère des sports) |
|       | 3ème vice-président | Ahmed Cissé (représentant du secteur privé)           |

### Commissions techniques
Le COCAN 2023 a réduit le nombre de ses commissions techniques de treize à neuf, conformément aux recommandations de la CAF. Cette décision a été prise par un décret du président de la république le 10 août 2023,,.
| Commissions techniques        | Présidents de commission                                       |
| ----------------------------- | -------------------------------------------------------------- |
| Organisation des compétitions | Malick Adam Tohé                                               |
| Infrastructures               | Serges Sylvain Koutouan                                        |
| Télécommunication et média    | Yacine Idriss Diallo                                           |
| Logistique et transports      | Jean Louis Moulot                                              |
| Marketing et hospitality      | Yacine Idriss Diallo                                           |
| Finances                      | Jacques Assahoré Konan                                         |
| Sécurité                      | Gl Kouyaté Youssouf (directeur général de la police nationale) |
| Billetterie                   | Bernard N’Gouan Adou                                           |
| Santé                         | Dr Sissoko Jacques Auguste Souleymane                          |